# Héctor González Valenzuela
Héctor González Valenzuela (Rancagua, 14 de julio de 1920-ibíd., 23 de diciembre de 2016) fue un abogado, periodista y escritor chileno. Ejerció como director del periódico El Rancagüino entre 1955 y 2005.

## Familia y estudios
Nació en Rancagua, hijo de Miguel González Navarro —en ese entonces director del periódico —  y Herminia Valenzuela Caviedes. Estudió en el Instituto O'Higgins y en el Liceo de Hombres de su ciudad natal. Posteriormente estudió derecho en la Universidad de Chile, pero nunca ejerció como abogado.
En 1950 contrajo matrimonio con Marta Pino Honorato, con quien tuvo cinco hijos.

## Trayectoria profesional
En 1915 su padre fundó el periódico La Semana, que en 1938 cambió su nombre a El Rancagüino junto con comenzar a tener ediciones diarias, y desde ese momento Héctor trabajó en el periódico. Tomó cursos de periodismo en los Estados Unidos, ante la inexistencia de facultades de tal profesión en las universidades chilenas.
Tras pasar por los cargos de corresponsal, redactor, jefe de redacción y subdirector, en 1955 asumió como director de El Rancagüino, y en 1959 —tras el asesinato de su padre— asumió también como editor. Ejerció como director hasta el 15 de agosto de 2005, siendo sucedido por su hijo Alejandro González Pino, aunque se mantuvo como presidente del Consejo Editorial del periódico hasta su muerte.
Fue miembro fundador de la Asociación Nacional de la Prensa, donde fue integrante del directorio por 30 años, y de la Academia Chilena de la Lengua, primero como miembro correspondiente (1978), y luego como miembro de número, siendo incorporado el 10 de mayo de 1997 en el sillón n.º 18 (antes correspondiente a Oreste Plath). Fue parte del directorio de la Academia como censor entre 1997 y 2000. También fue miembro correspondiente hispanoamericano de la Real Academia Española desde el 12 de diciembre de 1997.
Se desempeñó como director conservador del Museo Regional de Rancagua, desde su creación en 1953 hasta 1979. También fue fundador del Instituto Chileno-Norteamericano de Cultura en Rancagua —siendo a su vez presidente durante dos años— y miembro del Instituto O'Higginiano de Rancagua desde 1953.

## Reconocimientos
Obtuvo el Premio SIP Mergenthaler, otorgado por la Sociedad Interamericana de Prensa (SIP). En 2007 fue uno de los nominados al Premio Nacional de Periodismo de Chile. En 2009 le fue otorgada la medalla Manso de Velasco por la Municipalidad de Rancagua. En octubre de 2016 fue condecorado con la medalla Fundación de Rancagua.

## Obras
González también fue un prolífico escritor de artículos y libros sobre la historia de Rancagua. Entre sus libros publicados están:
- Rancagua en la Historia (1943).[8]
- El Museo de Rancagua (1974).[9]
- Caballeros de fuego: crónicas bomberiles rancagüinas (1974).[10]
- José Victorino Lastarria, un rancagüino con talento (1989).[11]
- Rafael Maluenda Labarca: (1885-1963) (2010).[12]